# Puerto Ricos fotbollsförbund
Puerto Ricos fotbollsförbund, officiellt Federación Puertorriqueña de Fútbol, är ett specialidrottsförbund som organiserar fotbollen på Puerto Rico.
Förbundet grundades 1940 och gick med i Concacaf 1964. De anslöt sig till Fifa år 1960. Puerto Ricos fotbollsförbund har sitt huvudkontor i staden San Juan.